# Brenda Blethyn
Brenda Anne Blethyn (Ramsgate, 1946. február 20.) Golden Globe- és BAFTA-díjas angol színésznő, a Brit Birodalom Rendjének tisztje (OBE).

## Fiatalkora
1946-ban született Brenda Anne Bottle néven, a család kilencedik gyermekeként. Két nővére és hat bátyja volt. Édesanyja cselédlányként, édesapja sofőrként helyezkedett el ugyanannál a családnál. Blethyn tizenhét évesen otthagyta az iskolát, és pénztáros lett a British Rail vasúti társaságnál, közben szabadidejében amatőr színészkedett.
1973-as válása után Blethyn komolyan kezdte venni a színészetet: beiratkozott a Guilford Színésziskolába, és a Nemzeti Színháznál helyezkedett el. Ismertebb szereplései The Madras House, Tamburlaine és a Steaming című darabban voltak.

## Pályafutása
A televízióban a színháznak köszönhetően debütált, miután a játékokat a BBC rögzítette, és leadta a tévében, mint a Play for Today sorozatot, a Lear királyt vagy a VI. Henriket (1. rész). Az első mozgófilmje sem váratott sokáig magára, mikor 1990-ben megfilmesítették Roald Dahl Boszorkányok című regényét, főszerepben Anjelica Hustonnal és Jane Horrocksszal. Következő szerepét a Robert Redford rendezte Folyó szeli ketté című filmben kapta meg, párhuzamosan pedig televíziós sorozatokban és színdarabokban szerepelt.
1996-ban a Titkok és hazugságok című film hozta meg számára az ismertséget, alakítását pedig Oscar-díjra jelölték. Elnyerte vele a Golden Globe-, a BAFTA-díjat és a Cannes-i fesztiválon is kiérdemelte a legjobb női alakítás díját. Hasonló fogadtatásra lelt az 1998-as Little Voice is, amivel ismét Oscar-díjra jelölték.
Többi filmje vegyes kritikát kapott. A Sonny és a Tökfej nagy bukás volt, a Fűbenjáró bűn és az Anne Frank igaz története elismerésre méltó, az újabb áttörés pedig egészen 2005-ig váratott magára, amikor Jane Austen regénye, a Büszkeség és balítélet újabb adaptációt kapott, és óriási siker lett. 
Továbbra is aktívan színészkedik, 2018 és 2025 között saját televíziós sorozata futott Vera – A megszállott nyomozó címmel, amely egy detektív kalandjait követte nyomon.

## Magánélete
1964-ben férjhez ment Alan Blethynhez, akinek nevét is felvette. Házassága 1973-ban ért véget.
2010-ben párja, Michael Mayhew megkérte a kezét. 

## Filmográfia

### Film
| Év   | Magyar cím                                      | Eredeti cím                           | Szerep                | Magyar hang        |
| ---- | ----------------------------------------------- | ------------------------------------- | --------------------- | ------------------ |
| 1981 |                                                 | Say No to Strangers (rövidfilm)       | Teresa anyja          |                    |
| 1990 | Boszorkányok                                    | The Witches                           | Mrs. Jenkins          | Győry Franciska    |
| 1992 | Folyó szeli ketté                               | A River Runs Through It               | Mrs. Maclean          | Menszátor Magdolna |
| 1992 | Folyó szeli ketté                               | A River Runs Through It               | Mrs. Maclean          | Málnai Zsuzsa      |
| 1996 | Titkok és hazugságok                            | Secrets & Lies                        | Cynthia Rose Purley   | Molnár Piroska     |
| 1997 | Rég nem látott kedves                           | Remember Me?                          | Shirley               |                    |
| 1998 | Műszak után, Las Vegas!                         | Girls' Night                          | Dawn Wilkinson        |                    |
| 1998 | Született szerelmesek                           | Music from Another Room               | Grace Swan            | Moór Marianna      |
| 1998 | Esti vonat                                      | Night Train                           | Alice Mooney          |                    |
| 1998 |                                                 | In the Winter Dark                    | Ida Stubbs            |                    |
| 1998 | Little Voice                                    | Little Voice                          | Mari Hoff             | Molnár Piroska     |
| 2000 | Fűbenjáró bűn                                   | Saving Grace                          | Grace Trevethyn       | Szabó Éva          |
| 2001 | A papa és ők                                    | Daddy and Them                        | Julia Montgomery      |                    |
| 2001 |                                                 | Lovely & Amazing                      | Jane Marks            |                    |
| 2001 |                                                 | On the Nose                           | Mrs. Delaney          |                    |
| 2002 | Tökfej                                          | Pumpkin                               | Judy Romanoff         |                    |
| 2002 | Sonny                                           | Sonny                                 | Jewel                 | Andresz Kati       |
| 2002 | A Thornberry család – A mozifilm                | Mrs. Fairgood (hangja)                | Illyés Mari           |                    |
| 2002 | Sírhely kilátással – Nincs esküvő, csak temetés | Plots with a View                     | Betty Rhys-Jones      | Zsurzs Kati        |
| 2003 | A nyelvtanárnő                                  | The Sleeping Dictionary               | Aggie                 | Menszátor Magdolna |
| 2003 | Stella                                          | Blizzard                              | Millie néni           | Molnár Piroska     |
| 2004 | Piccadilly Jim                                  | Piccadilly Jim                        | Nesta Pett            | Andresz Kati       |
| 2004 | A tengeren túlon                                | Beyond the Sea                        | Polly Cassotto        | Kassai Ilona       |
| 2004 |                                                 | A Way of Life                         | Annette               |                    |
| 2005 | Egy szép napon…                                 | On a Clear Day                        | Joan Redmond          |                    |
| 2005 | Micimackó és a Zelefánt                         | Pooh's Heffalump Movie                | Zelefántmama (hangja) | Zsurzs Kati        |
| 2005 | Büszkeség és balítélet                          | Pride & Prejudice                     | Mrs. Bennet           | Szabó Éva          |
| 2007 |                                                 | Clubland                              | Jean "Jeannie" Dwight |                    |
| 2007 | Vágy és vezeklés                                | Atonement                             | Grace Turner          | Bókai Mária        |
| 2009 |                                                 | London River                          | Elisabeth             |                    |
| 2009 |                                                 | Tigger & Pooh and a Musical Too       | Zelefántmama (hangja) |                    |
| 2009 |                                                 | The Calling                           | Ignatious nővér       |                    |
| 2009 |                                                 | Dead Man Running                      | anya                  |                    |
| 2011 |                                                 | My Angel                              | úrnő                  |                    |
| 2014 |                                                 | Two Men in Town                       | Emily Smith           |                    |
| 2016 | Ethel & Ernest                                  | Ethel & Ernest                        | Ethel (hangja)        |                    |
| 2020 |                                                 | Strawberry Fields Forever (rövidfilm) | Gran                  |                    |
| 2021 |                                                 | Charlotte                             | nagymama (hangja)     |                    |

### Televízió
| Év        | Magyar cím                               | Eredeti cím                               | Szerep                              | Megjegyzések                                      |
| --------- | ---------------------------------------- | ----------------------------------------- | ----------------------------------- | ------------------------------------------------- |
| 1980      |                                          | Play for Today                            | Mary                                | 1 epizód (The Imitation Game)                     |
| 1980      | Hálószoba komédia                        | Bedroom Farce                             | Kate                                | - tévéfilm - magyar hangja: - Jani Ildikó         |
| 1980      |                                          | The Double Dealer                         | Lady Froth                          | tévéfilm                                          |
| 1980      |                                          | Can We Get on Now, Please?                | Miranda Plumley                     | 1 epizód                                          |
| 1980      |                                          | BBC2 Playhouse                            | Gloria                              | 1 epizód (Grown-Ups)                              |
| 1981      | Igenis, miniszter úr!                    | Yes Minister                              | Joan Littler                        | 1 epizód                                          |
| 1983      | Meghökkentő mesék                        | Tales of the Unexpected                   | Carol Hutchins                      | 1 epizód                                          |
| 1983      |                                          | Death of an Expert Witness                | Angela Foley                        | minisorozat (6 epizód)                            |
| 1983      |                                          | Rumpole of the Bailey                     | Pauline                             | 1 epizód                                          |
| 1982      | Lear király                              | King Lear                                 | Cordelia                            | - tévéfilm - magyar hangja: - Hűvösvölgyi Ildikó  |
| 1983      | VI. Henrik (1. rész)                     | The First Part of Henry the Sixth         | Johanna, a Szűz                     | - tévéfilm - magyar hangja: - Segesvári Gabriella |
| 1983      |                                          | Floating Off                              | Janice                              | tévéfilm                                          |
| 1984      |                                          | Who Dares Wins                            | ismeretlen szerep                   | 3 epizód                                          |
| 1984      |                                          | Weekend Playhouse                         | Jean Saunders                       | 1 epizód (Singles Weekend)                        |
| 1984–1986 |                                          | Chance in a Million                       | Alison Little                       | 19 epizód                                         |
| 1984–1990 |                                          | Alas Smith & Jones                        | ismeretlen szerep                   | 8 epizód                                          |
| 1986      |                                          | That Uncertain Feeling                    | Mrs. Lewis                          | minisorozat (4 epizód)                            |
| 1987      | Szegény kis gazdag lány                  | Poor Little Rich Girl                     | Ticki Tocquet                       | tévéfilm                                          |
| 1987      |                                          | Sunday Premiere                           | Sylvia                              | 1 epizód                                          |
| 1988      | Mesemondó                                | The Storyteller                           | a mesélő felesége                   | 1 epizód                                          |
| 1989      |                                          | The Play on One                           | Miss A.                             | 1 epizód                                          |
| 1989–1990 |                                          | The Labours of Erica                      | Erica Rogers / Erica Parsons        | 12 epizód                                         |
| 1991      |                                          | All Good Things                           | Shirley Frame                       | 6 epizód                                          |
| 1993      |                                          | Maigret                                   | Rose                                | 1 epizód                                          |
| 1993      |                                          | Wales Playhouse                           | Eileen                              | 1 epizód                                          |
| 1993      |                                          | Screen One                                | Gwen                                | 1 epizód                                          |
| 1993      |                                          | The Buddha of Suburbia                    | Margaret Amir                       | minisorozat (4 epizód)                            |
| 1994–1996 |                                          | Outside Edge                              | Miriam Dervish                      | 22 epizód                                         |
| 1999      | Az aranypolgár születése                 | RKO 281                                   | Louella Parsons                     | - tévéfilm - magyar hangja: - Molnár Piroska      |
| 2001      |                                          | Seven Roses                               | Pamela                              | tévéfilm                                          |
| 2001      | Anne Frank igaz története                | Anne Frank: The Whole Story               | Auguste Rottgen-van Pels            | - tévéfilm - magyar hangja: - Molnár Piroska      |
| 2002      | Bob, a megyezvári lovag                  | Bob the Builder: The Knights of Can-A-Lot | Dr. Florence Mountfitchett (hangja) | tévéfilm                                          |
| 2003      |                                          | Between the Sheets                        | Hazel Delany                        | minisorozat (6 epizód)                            |
| 2004      | Elhagyatva                               | Belonging                                 | Jess Copplestone                    | tévéfilm                                          |
| 2005      |                                          | Marsha Potter Gets a Life                 | Marsha Potter                       | tévéfilm                                          |
| 2006      |                                          | Mysterious Creatures                      | Wendy Ainscow                       | tévéfilm                                          |
| 2007      | Háború és béke                           | War and Peace                             | Márja Dmitrijevna Akroszimova       | minisorozat (4 epizód)                            |
| 2008      | Esküdt ellenségek: Különleges ügyosztály | Law & Order: Special Victims Unit         | Linnie Malcolm                      | 1 epizód                                          |
| 2008      | Christine kalandjai                      | The New Adventures of Old Christine       | Angela Kimble                       | 1 epizód                                          |
| 2011–2023 | Vera – A megszállott nyomozó             | Vera                                      | Vera Stanhope                       | főszereplő                                        |
| 2012      |                                          | Playhouse Presents                        | Nina                                | 1 epizód                                          |
| 2013      | Mary és Martha                           | Mary and Martha                           | Martha                              | - tévéfilm - magyar hangja: - Zsurzs Kati         |
| 2013–2015 | Ölelörny Henry                           | Henry Hugglemonster                       | Ölelörny Ernestine (hangja)         | 11 epizód                                         |
| 2020–2022 |                                          | Kate & Koji                               | Kate                                | 54 epizód                                         |

## Színpadi szerepek
Forrás:
- 1976: The Force of Habit, Tamburlaine The Great
- 1977: The Madras House, Bedroom Farce
- 1981-82: Steaming
- 1983: Crimes of the Heart
- 1984: Benefactors
- 1986: Dalliance
- 1992: An Ideal Husband
- 1994: The Bed Before Yesterday
- 1996: Habeas Corpus
- 2002: Mrs. Warren's Profession
- 2004: 'Night, Mother
- 2008: Üvegfigurák

## Fontosabb díjak és jelölések
| Év   | Cím                                      | Díj                     | Kategória                                                            | Eredmény |
| ---- | ---------------------------------------- | ----------------------- | -------------------------------------------------------------------- | -------- |
| 1996 | Titkok és hazugságok                     | Cannes-i filmfesztivál  | legjobb női alakítás díja                                            | Elnyerte |
| 1997 | Titkok és hazugságok                     | Oscar-díj               | legjobb női főszereplő                                               | Jelölve  |
| 1997 | Titkok és hazugságok                     | Golden Globe-díj        | legjobb női főszereplő (filmdráma)                                   | Elnyerte |
| 1997 | Titkok és hazugságok                     | BAFTA-díj               | legjobb női főszereplő                                               | Elnyerte |
| 1997 | Titkok és hazugságok                     | Sant Jordi-díj          | legjobb külföldi színésznő                                           | Elnyerte |
| 1997 | Titkok és hazugságok                     | Screen Actors Guild-díj | legjobb női főszereplő (mozifilm)                                    | Jelölve  |
| 1999 | Little Voice                             | Oscar-díj               | legjobb női mellékszereplő                                           | Jelölve  |
| 1999 | Little Voice                             | Golden Globe-díj        | legjobb női mellékszereplő                                           | Jelölve  |
| 1999 | Little Voice                             | BAFTA-díj               | legjobb női mellékszereplő                                           | Jelölve  |
| 1999 | Little Voice                             | Screen Actors Guild-díj | legjobb női mellékszereplő                                           | Jelölve  |
| 1999 | Little Voice                             | Screen Actors Guild-díj | legjobb szereplőgárda (mozifilm)                                     | Jelölve  |
| 2001 | Fűbenjáró bűn                            | Golden Globe-díj        | legjobb női főszereplő (filmmusical vagy vígjáték)                   | Jelölve  |
| 2001 | Anne Frank igaz története                | Primetime Emmy-díj      | legjobb női főszereplő (minisorozat, antológiasorozat vagy tévéfilm) | Jelölve  |
| 2005 | Elhagyatva                               | BAFTA-díj               | legjobb női főszereplő                                               | Jelölve  |
| 2006 | Büszkeség és balítélet                   | BAFTA-díj               | legjobb női mellékszereplő                                           | Jelölve  |
| 2009 | Esküdt ellenségek: Különleges ügyosztály | Primetime Emmy-díj      | legjobb vendégszínésznő (drámasorozat)                               | Jelölve  |